# 川浦温泉
川浦温泉（かわうらおんせん）は山梨県山梨市三富川浦（旧甲斐国）にある温泉。南方面にある三富温泉と三富温泉郷を構成している。

## 泉質
- アルカリ性単純温泉
  - 泉温　43.2℃
- 源泉掛け流し。全5種の風呂を完備。

## 温泉地
笛吹川上流にある西沢渓谷沿い、標高800メートルの山中に一軒宿の「山県館」が存在する。
旅館は、武田四天王である山県昌景の四男にあたる山県信継の子孫が経営している。
北が秩父多摩甲斐国立公園に指定されているため、登山の拠点として使用されている。南方面は山梨市街地である。

## 歴史
開湯は建久5年（1194年）。秩父の武将だった畠山重忠が夜の夢で神のお告げを授け、温泉を発見したとされる。
戦国時代には、武田信玄の命により、山県昌景の元で温泉開発が行われた。そのため、信玄の隠し湯と知られている。
現在の旅館は安政3年（1856年）に山県家13代目信徳が開業させた。昭和37年（1962年）にはボーリングによって、今の温泉を掘り当てた。

## アクセス
アクセスは以下の通りである。
- JR中央本線山梨市駅より山梨交通バスで45分。バス停「川浦温泉」下車。
- JR中央本線塩山駅よりタクシーで20分。
- 東京方面：中央自動車道勝沼ICより塩山バイパス経由、車で40分。
- 埼玉方面：関越自動車道花園ICより、雁坂トンネル経由で90分。